# Миндра (Калараський район)
Миндра (рум. Mîndra) — село у Калараському районі Молдови. Входить до складу комуни, адміністративним центром якої є село Гиржаука.

## Населення
За даними перепису населення 2004 року у селі проживали 803 особи.
Національний склад населення села:
| Національність       | Кількість осіб | Відсоток |
| -------------------- | -------------- | -------- |
| українці             | 683            | 85,1%    |
| молдавани            | 100            | 12,5%    |
| росіяни              | 15             | 1,9%     |
| гагаузи              | 4              | 0,5%     |
| інша / без відповіді | 1              | 0,1%     |
| Всього               | 803            | 100%     |